# 杰里迈亚·霍罗克斯
杰里迈亚·霍罗克斯（英語：Jeremiah Horrocks，1618年—1641年1月3日），英国天文学家。他是第一位指出月球繞地球的軌道為橢圓，也是唯一預測1639年金星凌日的人，並與其友人威廉·克拉布特里成了唯二觀測並記錄這現象的人。霍罗克斯也斷言木星的加速以及土星的減速，從而展示了重力作用不限於地球月亮與太陽。霍罗克斯因其貢獻而列為英國天文學之父之一。

## 早年生活與教育
霍罗克斯出生于利物浦附近的托克斯泰斯鹿園，他父親詹姆士為了向錶匠托马斯·阿斯平沃尔（Thomas Aspinwall）拜師而遷至該處，隨後娶了老師的女兒瑪麗，雙親皆為受過良好教育的清教徒。1632年他进入剑桥大学伊曼紐學院学习。在求学期间，霍罗克斯接触到了數學家約翰·沃利斯及劍橋柏拉圖學派的約翰·沃辛頓，並成為當時劍橋大學裡少數相信哥白尼日心說的人，他也研究了第谷·布拉厄和约翰内斯·开普勒等人的工作。1635年，霍罗克斯因不名原因辍学。
在年仅17岁时，霍罗克斯便已敏锐地发现到开普勒理论的不足之处，并开始通过数学方法研究使月亮绕地球运转的作用力，也就是日后艾萨克·牛顿研究的万有引力。

## 月球研究
霍罗克斯是第一位月繞地軌道是橢圓形的人，他假定彗星軌道也是橢圓形。在自然哲學的數學原理中，艾薩克·牛頓認可了他的理論與霍罗克斯工作的關聯性。

## 金星凌日
1639年，霍罗克斯发现开普勒的魯道夫星曆表有误差，并预言在当年的11月24日（儒略历日期，格里历是12月4日）会发生一次金星凌日现象。在其预言日期的下午3:15，霍罗克斯通过自己的望远镜观察到了金星凌日，同时其友人威廉·克拉布特里也同时观测到此次凌日。通过两人的观测，霍罗克斯推测出金星的大小，以及地球离太阳的距离，虽然其得出的结果仍远小于实际距离，但已经是当时人类最接近事实的推测。

## 逝世
霍罗克斯1641年1月3日时在托克斯特思公园家中因不明原因突然逝世，年仅22岁。后人为纪念其功绩，将月球的一处撞擊坑命名为霍羅克斯隕石坑。